# 圣维克托 (多尔多涅省)
圣维克托（法語：Saint-Victor，法語發音：[sɛ̃ viktɔʁ]）是法国多尔多涅省的一个市镇，位于该省西部略偏北，属于佩里格区。

## 地理
圣维克托（45°15'49"N, 0°26'18"E）面积5.12 平方千米，位于法国新阿基坦大区多爾多涅省，该省份为法国西南部内陆省份，是法國本土面积第三大的省，大致对应佩里戈尔地区，北起顺时针与夏朗德省、上维埃纳省、科雷兹省、洛特省、洛特-加龙省、吉倫特省和滨海夏朗德省接壤。
与圣维克托接壤的市镇（或旧市镇、城区）包括：大布拉萨克、杜沙普、蒙塔格里耶、托卡讷-圣阿普尔、德罗讷河畔圣梅阿尔、塞勒。

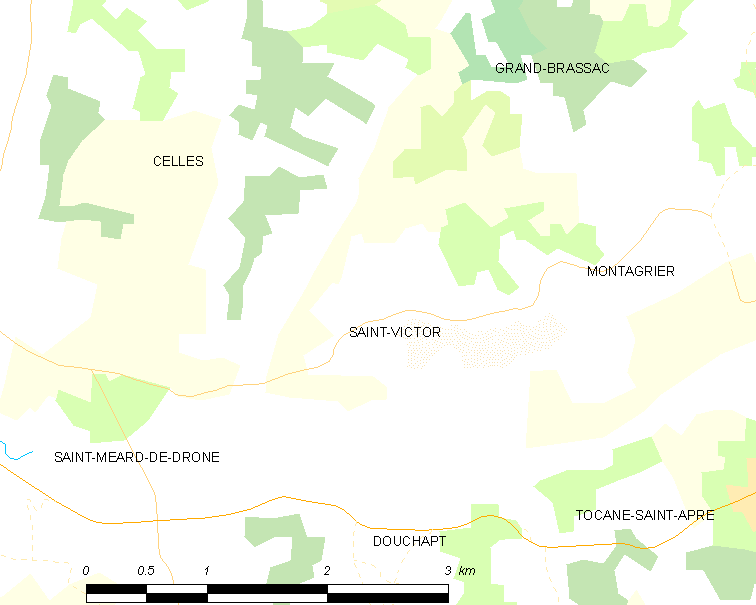
的OSM定位图

圣维克托的时区为UTC+01:00、UTC+02:00（夏令时）。

## 行政
圣维克托的邮政编码为24350，INSEE市镇编码为24508。

## 政治
圣维克托所属的省级选区为佩里戈尔地区布朗托姆县。

## 人口

1962-2008年间人口变化图示

圣维克托于2022年1月1日时的人口数量为212人。